# Mytilinidion decipiens
Mytilinidion decipiens är en svampart som först beskrevs av Petter Adolf Karsten, och fick sitt nu gällande namn av Pier Andrea Saccardo 1877. Mytilinidion decipiens ingår i släktet Mytilinidion och familjen Mytilinidiaceae.   Inga underarter finns listade i Catalogue of Life.